# Eleccions a la Diputació Provincial de Balears de 1907
Les eleccions a la Diputació Provincial de Balears de 1907 es celebraren el diumenge 10 de març de 1907 per a renovar la meitat del ple de la Diputació Provincial de Balears. En aquesta ocasió, només se celebraren eleccions a les illes de Mallorca i Menorca.
Els dos districtes electorals eren els de Manacor i Maó. El districte de Manacor incloïa els municipis d'Artà, Campos, Capdepera, Felanitx, Manacor, Montuïri, Petra, Porreres, Sant Joan, Sant Llorenç des Cardassar, Santanyí, Son Cervera i Vilafranca de Bonany. Pel que fa al districte de Maó, formaven part d'aquest els municipis d'Alaior, Ciutadella de Menorca, Es Castell, Es Mercadal, Maó, Sant Lluís i Ferreries.

## Resultats
| Districte            | Candidats                        | Electe | Partit | Vots  |
| -------------------- | -------------------------------- | ------ | ------ | ----- |
| MANACOR (4 diputats) | Miquel Rosselló Alemany          | Sí     | PC     | 8.927 |
| MANACOR (4 diputats) | Salvador Vidal Valls de Padrinas | Sí     | PC     | 8.685 |
| MANACOR (4 diputats) | Antonio Barceló                  | Sí     | PC     | 8.447 |
| MANACOR (4 diputats) | Juan Lliteras                    | Sí     | PL     | 7.748 |
| MANACOR (4 diputats) |                                  |        | 33.807 |       |
| MAÓ (4 diputats)     | Bernardo de Olives y de Olives   | Sí     | PC     | 4.186 |
| MAÓ (4 diputats)     | Jorge Teodoro Ládico Olivar      | Sí     | PL     | 4.167 |
| MAÓ (4 diputats)     | Juan Aguiló Valentí              | Sí     | PC     | 4.102 |
| MAÓ (4 diputats)     | Jeroni Pou Magraner              | Sí     | UR     | 3.304 |
| MAÓ (4 diputats)     | Francesc Garcia i Orell          | No     | UR     | 3.233 |
| MAÓ (4 diputats)     | Lluís Martí i Ximenis            | No     | UR     | 3.161 |
| MAÓ (4 diputats)     |                                  |        | 22.153 |       |